# Fender Starcaster
Die Fender Starcaster ist ein E-Gitarrenmodell, ein so genanntes Semi-Hollowbody-Design von Gene Fields. Der US-amerikanische Musikinstrumentenhersteller Fender versuchte damit erstmals, in den Markt der Halbresonanzgitarren mit doppelspuligen Humbucker-Tonabnehmern vorzudringen. Die Starcaster wurde von 1976 bis 1982 produziert.

## Konstruktion
Die Gitarre hat einen asymmetrischen Korpus mit Resonanzräumen, zwei F-Löchern sowie zwei Fender Wide-Range-Humbucker-Tonabnehmer. Der Hals ist nicht – wie bei Gitarren dieser Konstruktionsweise üblich – verleimt, sondern nach Fender-Tradition an den Korpus angeschraubt. Die Tonabnehmer stammen aus der Telecaster-Thinline-Serie. Die Saiten werden vom Boden durch den Sustainblock über den Steg geführt. Das Design der Kopfplatte mit einem farblich an die Korpuslackierung angepassten, geschwungenen unteren Saum war zur Zeit seiner Einführung neu und ist an keiner anderen Fender-Gitarre zu finden.
Die Starcaster war – obwohl von hoher Verarbeitungsqualität – kommerziell wenig erfolgreich. Sie passte nicht zum Image von Fender, die für Solidbody-Gitarren mit einspuligen Single-Coils-Tonabnehmer standen. Auch war sie zur Zeit des Glam Rock entworfen worden und passte so wenig zum gerade entstehenden Punkrock. Die mangelnde Präsenz in diesem Marktsegment konnte Fender erst 2003 mit der Übernahme der Gitarrenproduktion von Gretsch ausgleichen.

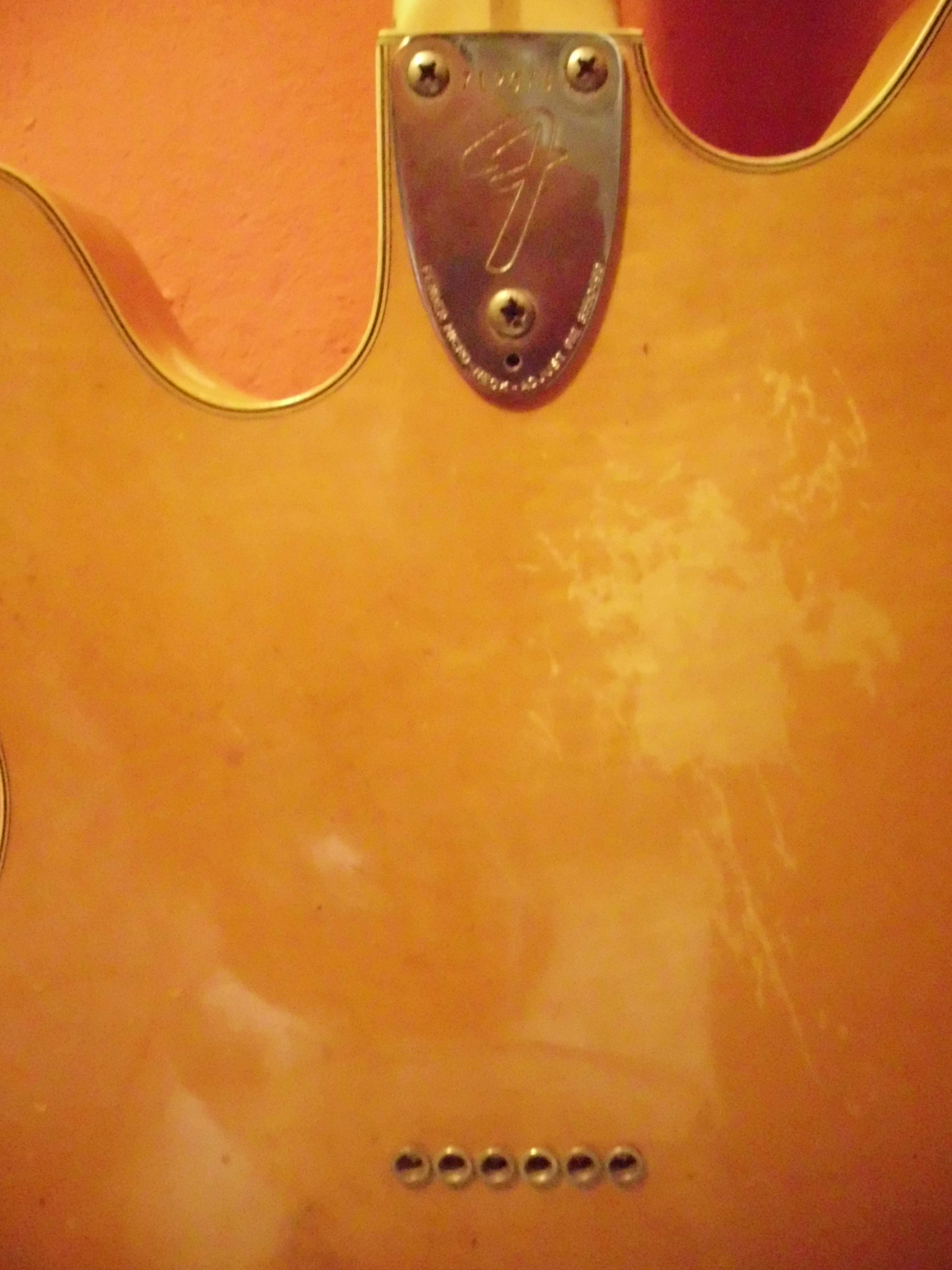
Fender Starcaster Rückseite

Starcaster-Modelle sind selten, kosten aber wegen ihrer Unbeliebtheit nicht so viel wie vergleichbare Modelle der Marken Gibson oder Gretsch. Eine modifizierte Neuauflage der Starcaster Gitarre und Bass stellte Fender in der Modern Player Serie im September 2013 vor. Bei diesem Modell, hergestellt in China, wird aus Kostengründen auf einige Features verzichtet (Saitenführung, Mastervolume).
Einer der berühmtesten Starcaster-Spieler war bis vor kurzem der Funk-Pionier Leo Nocentelli von The Meters. Bekannt geworden ist die Starcaster zuletzt auch durch den Radiohead-Gitarristen Jonny Greenwood, der sie neben seinen Telecaster-Modellen einsetzt.